# Talsperre České Údolí
Die Talsperre České Údolí, auch Talsperre Bory bzw. Talsperre Litice (tschechisch Vodní nádrž České Údolí, auch Borská přehrada bzw. Litická přehrada) ist eine Talsperre an der Radbuza in Tschechien. Sie befindet sich dreieinhalb Kilometer südwestlich des Stadtzentrums von Pilsen im Stadtbezirk Plzeň 3. Der Stausee wurde trotz der schlechten Wasserqualität seiner Zuflüsse zu Erholungszwecken angelegt und ist von Feriensiedlungen umgeben; nach 1989 wurden sämtliche öffentlichen Badestellen geschlossen.

## Geographie
Der Staudamm befindet sich südlich des Gefängnisses Bory bzw. südöstlich der Westböhmischen Universität auf dem Gebiet des Ortsteils Valcha. Der Stauraum erstreckt sich über rund viereinhalb Kilometer bis Litice nach Westen und Süden; er umfasst den größten Teil des České údolí (Böhmisches Tal), eines  mäanderreichen Kerbsohlentals der Radbuza am südlichen Stadtrand von Pilsen. Umliegende Stadtteile sind Bory im Norden, Doudlevce im Nordosten, Výsluní, Litická Přehrada und Vinice im Osten, Litice, Lhota und Černý Most im Süden, Valcha im Südwesten sowie Nová Hospoda im Nordwesten. Östlich des Stausees verläuft die Straße I/27 / Europastraße 53 zwischen Pilsen und Klatovy. An seinem linken Ufer führt die Bahnstrecke Železná Ruda–Plzeň entlang. Am südlichen Ende des Stausees befindet sich die Burgruine Litice.

## Geschichte
Erste Pläne über einen Talsperrenbau im České údolí entstanden im Jahre 1959. Zwischen 1969 und 1972 erfolgte zwischen dem Gefängnis Bory und dem Hügel Chlum (Schmalzberg, 362 m.n.m.) am südwestlichen Stadtrand von Pilsen, wo sich bei den ehemaligen Alaunhütten eine alte Straßenbrücke über die Radbuza befand, der Bau einer Talsperre. Konzipiert wurde sie als Erholungsgebiet für die Werktätigen der Industriestadt, obwohl die Radbuza der am stärksten verunreinigte Fluss im Stadtgebiet war und über den Luční potok die Abwässer der Škoda-Müllkippe bei Sulkov eingespült wurden. Nachfolgend entstanden um den Stausee zahlreiche Feriensiedlungen. Über den Damm führte die Straße I/27 zwischen Pilsen und Klatovy. Unterhalb des Stausees mündet die Úhlava in die Radbuza.
Nach der Samtenen Revolution wurde der Status des Stausees České Údolí als Badegewässer aufgehoben und sämtliche öffentlichen Strandbäder geschlossen. Trotz der Verbesserung der Wasserqualität der Radbuza wurde bisher am Stausee keine öffentliche Badestelle wiedereröffnet. Der Betreiber Povodí Vltavy s.p. rät nach wie vor vom Baden im Stausee ab.
Mit dem Ausbau der Straße I/27 als Zubringerstraße zur Autobahn D 5 wurde im Jahre 2004 östlich des Dammes eines Straßenbrücke eingeweiht, so dass die über die Dammkrone führende Straße zur Ortsverbindung zwischen Bory und Litice herabgestuft wurde.
Einzige derzeitige Nutzung ist der Hochwasserrückhalt.

## Beschreibung
Der 9,2 m hohe und 160 m lange bogenförmige Erdschüttdamm mit wasserseitiger Betondichtung ist mit zwei Grundablässen mit einer maximalen Kapazität von 34,90 m³/s sowie mit zwei Sicherheitsüberläufen mit einer Kapazität von 587 m³/s ausgestattet.